# Lucas Ordóñez
Lucas Ordóñez Martín-Esperanza (ur. 1 maja 1985 w Madrycie) – hiszpański kierowca wyścigowy.